# パノティア大陸
| 累代        | 代       | 紀                 | 基底年代 Mya |
| ----------- | -------- | ------------------ | ------------ |
| 顕生代      | 新生代   | 新生代             | 66           |
| 顕生代      | 中生代   | 中生代             | 251.902      |
| 顕生代      | 古生代   | 古生代             | 541          |
| 原生代      | 新原生代 | エディアカラン     | 635          |
| 原生代      | 新原生代 | クライオジェニアン | 720          |
| 原生代      | 新原生代 | トニアン           | 1000         |
| 原生代      | 中原生代 | ステニアン         | 1200         |
| 原生代      | 中原生代 | エクタシアン       | 1400         |
| 原生代      | 中原生代 | カリミアン         | 1600         |
| 原生代      | 古原生代 | スタテリアン       | 1800         |
| 原生代      | 古原生代 | オロシリアン       | 2050         |
| 原生代      | 古原生代 | リィアキアン       | 2300         |
| 原生代      | 古原生代 | シデリアン         | 2500         |
| 太古代      | 新太古代 | 新太古代           | 2800         |
| 太古代      | 中太古代 | 中太古代           | 3200         |
| 太古代      | 古太古代 | 古太古代           | 3600         |
| 太古代      | 原太古代 | 原太古代           | 4000         |
| 冥王代      | 冥王代   | 冥王代             | 4600         |
| 1. 2. 3. 4. |          |                    |              |

パノティア大陸（パノティアたいりく、パノチア大陸とも、Pannotia）は、約6億年前、先カンブリア時代の新原生代クライオジェニアンからエディアカランに存在した超大陸である。約5億3000万年前に分裂しイアペトゥス海を形成した。大多数のクラトンが南半球で合体して形成されたことから、ギリシア語のpan-「全て」+ -nótos「南の」から命名された。

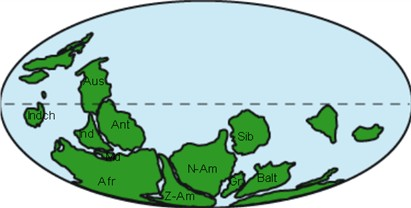
パノティアの由来はパノティア大陸が南極を中心に位置していたことである。

## 提唱から命名
1976年にPiperが初めてパンゲア大陸形成以前の原生代に超大陸が存在することを提示した。これはロディニア大陸に相当する。
1981年にMcWilliamsが古地磁気のデータから、パンゲア大陸とは異なる原生代後期の超大陸の存在を指摘し、1984年にBond、Nickeson、Kominzが6億2500万年前から5億5000万年前に分裂したと論文発表した。
1995年にPowelがこの大陸を「パノティア」と命名した。一方、1995年にYoungがさらに古い時代のロディニア大陸に相当する大陸を「カナティア(Kanatia)」と命名し、パノティア大陸に相当する"新原生代の超大陸"を"ロディニア大陸という名称のままとすると発表したため、Powelが反対した。

## 大陸の形成

Pannotia 545 Ma, view centred on the South Pole; rotated 180° relative to the reconstruction of Rodinia above, after Dalziel 1997

超大陸の形成はロディニア大陸の反対側で行われた。約7億5000万年前にコンゴクラトンがロディニア大陸に衝突した。この時の造山運動は6億4000万年から6億1000万年前まで続いたが、カンブリア紀前記の5億3000万年前まで続いていた可能性がある。
ロディニア大陸の形成時、アフリカ、南アメリカ、アラビア、インド、マダガスカル、南極大陸、オーストラリアのクラトンが結合し、"元ゴンドワナ大陸"となった。一方、ロディニア大陸の中心にあったローレンシアクラトンはバルティカ、シベリアクラトンとともに"元ゴンドワナ大陸"と対峙する位置で合体していた。後にこれらのクラトンがゴンドワナ大陸から分離し、さらにこの3つのクラトンが分裂しイアペトゥス海が生まれた。南半球にクラトンが集合して生じたパノティア大陸だが、後の中国大陸および中央・東南アジアを形成するテレーンは"元ゴンドワナ大陸"の東の北半球に存在した。"元ゴンドワナ大陸"西側では後に西ヨーロッパ、ブリテン島、アメリカ西海岸からフロリダ半島となる付加体が形成された。この付加体形成はバルテイカ大陸北部まで及んでいた可能性がある。

パノティア大陸形成の痕跡は、クラトンの衝突による造山運動によって見いだされる。現在の西アフリカにあるサハラ帯()は12億年前から7億年前に誕生したトゥアレグ楯状地とサハラメタクラトンの衝突によって生じた。ブラジルで見つかる6億年前から5億年前の変成岩はアマゾニアクラトンと西アフリカクラトン、 São Francisco-Congo-Kasaiクラトンの衝突で生じた。変成岩は9億5000万年前から8億5000万年前に生じた苦鉄質岩と、若い弧状列島由来の岩石からなる。

## 大陸の分裂
大陸の分裂はまず全球凍結からの脱出による急速な海面上昇によって生じた。

これは大陸が形成、離散している途中に生じたようで、結果として生物の生息に適した浅い海の拡大をもたらした。エディアカラ動物群の誕生と、続くカンブリア爆発の引き金となったようである。